# Jacques Larocque
 (septembre 2012).
Si vous disposez d'ouvrages ou d'articles de référence ou si vous connaissez des sites web de qualité traitant du thème abordé ici, merci de compléter l'article en donnant les références utiles à sa vérifiabilité et en les liant à la section « Notes et références ».
Jacques Larocque (né à Québec le 9 septembre 1945) est un saxophoniste canadien, professeur de musique, arrangeur et également un administrateur universitaire. Sa mère, Lauréanne Côté, native de Saint-Norbert et son père Marcel Larocque, natif de Pawtucket, Rhode Island (U.S.A.), résidaient à Québec, le temps d'une guerre. Il est l'aîné d'une famille de 11 enfants. Son père était à la fois chanteur et saxophoniste; il dirigeait un orchestre de danse le samedi soir, et chantait dans la chorale le dimanche matin à l'église.

Il commence ses études musicales dans l'Harmonie de l'école Saint-Frédéric à Drummondville avant d'être admis au Conservatoire de musique du Québec à Montréal, classes d'Arthur Romano et Pierre Bourque (saxophone), Rafael Masella (clarinette) et Melvin Berman (hautbois).
En 1967, il est lauréat du Prix d'Europe. Boursier, il est admis dans la classe de saxophone de Marcel Mule au Conservatoire national supérieur de musique de Paris, à l'automne 1967. Il obtient le Premier prix, premier nommé en saxophone de la classe de Daniel Deffayet en 1969.
De retour au Québec, il enseigne au cégep de Drummondville et à l'Université du Québec à Trois-Rivières (1969-2003) où il remplira aussi des fonctions administratives, en alternance comme chef de la Section de musique, directeur du Module de musique et directeur du Département des arts.  En 1971, il intègre les rangs du Quatuor Pierre Bourque comme saxophoniste ténor, et donne des concerts en France, Suède, U.S.A. Parallèlement, il fonde, en 1986, le quatuor de saxophones Saxium avec René Béchard (baryton), Gaétan Bell (ténor) et Richard Savoie (alto).
Dans un cadre académique, il dirige le quatuor de saxophones Andran et le trio Zeugma. En 1995, il crée le septuor de saxophones Septune et en 2003 l'OSDM, l'Orchestre de Saxophones du Moliantegok.
Comme soliste, fait une tournée des Jeunesses musicales en 1970 accompagné par Lise Boucher, est invité, avec la pianiste Ursula Clutterbuck, à l'émission de Radio-Canada : Let's talk music; se produit avec l'Orchestre de Radio-Canada à Québec dans les œuvres de Jean Rivier (Concerto pour saxophone et trompette), Paule Maurice (Tableaux de Provence) et Jacques Ibert (Concertino da camera). À plusieurs occasions, il est membre surnuméraire de différents orchestres symphoniques: OSM (Mtl), OSQ (Qué), OSTR (Trois-Riv.), OSD (Dr, ville) et l'OSS (Sherbr.). 